# Гараніч Гліб Володимирович
Гліб Володимирович Гараніч (нар. 1969, острів Сахалін, Росія) — український фотокореспондент.
У 2022 році його світлина з Головнокомандувачем Збройних сил України Валерієм Залужним була розміщена на обкладинці журналу «Time».

## Життєпис
Самоучка, фотографує з 1980 року.
У 2008 році, під час російсько-грузинської війни, Гараніч працював на Reuters. Він перебував у Горі після того, як російська армія на кілька днів залишила окуповане нею місто, і зробив фотографії, на яких зображений чоловік, що оплакує свого брата, який загинув під час російських бомбардувань.
Висвітлював Євромайдан у Києві у 2013 році. Він був поранений, але продовжував фотографувати. У 2015 році, все ще працюючи в Reuters, Гаранич отримав завдання висвітлювати російсько-українську війну. Зокрема, він працював на передовій і в Краматорську.

## Нагороди
- орден «За заслуги» III ступеня (5 червня 2015) — за вагомий особистий внесок у розвиток вітчизняної журналістики, багаторічну сумлінну працю та високу професійну майстерність[9],
- Заслужений журналіст України (5 червня 2009) — за вагомий особистий внесок у розвиток вітчизняної журналістики, активну громадську позицію, високий професіоналізм та з нагоди Дня журналіста[10],
- переможець World Press Photo-2009[11].